# 무수단
| 조선민주주의인민공화국의 천연기념물 | 조선민주주의인민공화국의 천연기념물 |
| ----------------------------------- | ----------------------------------- |
| 무수단                              |                                     |
| 천연기념물 제 312호                 |                                     |
| 소재지                              | 함경북도 화대군 무수단리            |

무수단(舞水端)은 함경북도 화대군 무수단리에 있는 해안절벽이다. 조선민주주의인민공화국의 천연기념물 312호로 1980년에 지정되었다. 무수단리의 이름이 이곳에서 유래했다. 가장 높은 곳은 500m가 된다고 한다. 가장 긴 바다절벽으로 알려져 있다.

## 같이 보기
- 무수단리